# Абунг
Абу́нг (самоназва), оранг абунг, лампунг, лампонг — народ в Індонезії, на півдні острова Суматра (провінція Лампунг). Чисельність 300 000 чоловік (станом на 1992 рік). Відносяться до південноазійської раси. Говорять на мові лампунг сунда-лампунзького підрозділу західно-австронезійської групи австронезійської сім'ї. Поширена також індонезійська мова. Абунг — мусульмани-суніти.
Мігрували на територію сучасного розселення з нагір'я в західній частині південної Суматри в XV столітті. На культурі абунг відбилися тривалі контакти з пубіанамі (пабеанамі), аборигенним населенням Південної Суматри, з памінггірамі і марінггаями, вихідцями з Центральної Суматри і Яви, яванцям і сундами, що живуть в Лампунзі. За матеріальною культурою абунг близькі малайців.
Основне заняття — ручне і орне землеробство (суходільний рис, перець). У деяких районах розвинене рибальство. Тримають буйволів, дрібну породу великої рогатої худоби, кіз, птицю. Постійне поселення оточене сезонними хуторами. Житло каркасно-стовбове, свайне, прямокутне, з сідловидним дахом, оточене відкритою верандою. Кожне село має общинний будинок площею до 500 м².
Абунг діляться на 19 локалізованих племен (бувей), що складаються з патрилінейних родів (суку), очолюваних вождями (пеньімбанг) і утворюють родові сегменти в сільській громаді (тіух). Існували рабство, становий розподіл, полювання за головами. Шлюб патрилокальний, рахунок родства патрилінейний, практикується левірат, зрідка полігінія. Зберігаються пережитки традиційних культів, ініціацій, потлачу і престижних церемоній.